# Velká Štáhle
Velká Štáhle (in tedesco Gross Stohl) è un comune della Repubblica Ceca facente parte del distretto di Bruntál, nella regione della Moravia-Slesia.